# Lista odcinków serialu anime Tokyo Mew Mew
Odcinki Tokyo Mew Mew emitowane były co tydzień w TV Tokyo i TV Aichi w okresie od 6 kwietnia 2002 do 29 marca 2003 r.. W latach 2002–2009 Interchannel, japoński producent i wydawca gier komputerowych wydał wszystkie odcinki na DVD.
Tokyo Mew Mew wydane zostało również poza Japonią. Amerykańska wytwórnia 4Kids Entertainment uzyskała prawa do emisji 26. odcinków. Dwadzieścia trzy z nich zostało wyemitowanych w zlokalizowanej i poddanej daleko idącym zmianom adaptacji w latach 2005 - 2006 pod tytułem Mew Mew Power. Wszystkie 26 odcinków pierwszego sezonu wyemiowane zostało w Kanadzie w 2005 r. na kanale YTV, a w 2008 r. w Wielkiej Brytanii na kanale Pop Girl.
Dziesięć z odcinków adaptacji 4Kids wydanych zostało ma DVD przez Magna Pacific w Australii i Nowej Zelandii, dwadzieścia sześć odcinków w wersji dubbingowanej w Południowej Afryce. W 2006 r. francuski oddział Warner Bros. wydał dziwięć odcinków na płycie DVD; 26 odcinków 2. sezonu wydanych zostało w 2007 r. przez AK Vidéo.
Wszystkie odcinki Tokyo Mew Mew wyprodukowane zostały przez Studio Pierrot, w reżyserii Noriyukiego Abe. Muzyka w czołówce wykonywana jest przez Rikę Komatsu, natomiast w zakończeniu serialu przez pięcioro seiyū odgrywających główne role.

## Odcinki 1–26
| N/o | Tytuł | Premiera             |
| --- | --- | -------------------- |
| 1   | Neko ni Naru, Seigi no Mikata wa Koi suru Shōjo nyan (ネコになる, 正義の味方は恋する少女にゃん)            | 6 kwietnia 2002      |
| 2   | Atarashii nakama, seigi no mikata wa Chō-ojōsama nyan (新しい仲間, 正義の味方は超お嬢様にゃん)             | 13 kwietnia 2002     |
| 3   | Gakkō no kaidan, obake no shōtai mitsukedasu nyan (学校の怪談, お化けの正体見つけだすにゃん)               | 20 kwietnia 2002     |
| 4   | Namida no dēto, Aoyama-kun ni ienai himitsu nyan (涙のデート, 青山くんにいえない秘密にゃん)                | 27 kwietnia 2002     |
| 5   | Arashi no shintaisō, Neko no Mai de Kagayaku Hoshi ni Naru nyan (嵐の新体操, ネコの舞で輝く星になるにゃん) | 4 maja 2002          |
| 6   | Kokoro no Piano, Tokimeki no Butōkai nyan (心のピアノ, ときめきの舞踏会にゃん)                             | 11 maja 2002         |
| 7   | Purin Tōjō, Mimi to Shippo mo Gei no Uchi (歩鈴登場, 耳とシッポも芸のうち)                                 | 18 maja 2002         |
| 8   | Onsen e GO! Shinpi no Yama no Ai no Kiseki (温泉へGO!神秘の山の愛の奇跡)                                   | 25 maja 2002         |
| 9   | Itoshi no Oniisama, Omoide wa Shashin no Naka ni (愛しのお兄様, 思い出は写真の中に)                        | 1 czerwca 2002       |
| 10  | Saigo no Nakama, Maboroshi no Ippiki Ōkami (最後の仲間, まぼろしの一匹狼)                                  | 8 czerwca 2002       |
| 11  | Shinjiru Kokoro, Gonin Sorotte Tōkyō Myū Myū (信じる心, 五人そろって東京ミュウミュウ)                      | 15 czerwca 2002      |
| 12  | Barechatta, kisetsuhazure no sakura chiru (バレちゃった, 季節はずれの桜散る)                               | 22 czerwca 2002      |
| 13  | Surechigau kokoro, nerawareta Aoyama-kun (すれ違う心, 狙われた青山くん)                                    | 29 czerwca 2002      |
| 14  | Akasaka no Himitsu, Setsunai Koi no Monogatari (赤坂の秘密, 切ない恋の物語)                                | 6 lipca 2002         |
| 15  | Chiisana Yūsha, Masha Inochigake no Yūjō (小さな勇者, マシャ 命がけの友情)                                 | 13 lipca 2002        |
| 16  | Retasu no Koi, Ichizu na Omoi wa Toshokan de (れたすの恋, 一途な思いは図書館で)                            | 20 lipca 2002        |
| 17  | Ao no Kishi! Omae wa Ore ga Mamoru!! (蒼の騎士! おまえは俺が守る!!)                                        | 27 lipca 2002        |
| 18  | Manatsu no Koi! Ichigo no Hāto wa Yurayura (真夏の恋!いちごのハートはゆらゆら)                             | 3 sierpnia 2002      |
| 19  | Yasashisa no Chikara, Umi no Fukaku ni Negai yo Todoke (優しさの力, 海の深くに願いよ届け)                  | 10 sierpnia 2002     |
| 20  | Haha no Kioku, Oneechan wa Taihen na no da (母の記憶, お姉ちゃんは大変なのだ)                              | 17 sierpnia 2002     |
| 21  | Kokoro no Hihana, Ichigo to Minto no Surechigai (心の火花, いちごとみんとのすれ違い)                       | 24 sierpnia 2002     |
| 22  | Natsu yo Saraba, Ichigo no Ichiban Nagai Hi (夏よさらば, いちごの一番長い日)                               | 31 sierpnia 2002     |
| 23  | Koi wa Totsuzen! Otome no Hāto o Uketomete (恋は突然! 乙女のハートをうけとめて)                            | 7 września 2002      |
| 24  | Fushigi na Hōseki, Kagayaki wa Anata no Naka ni (不思議な宝石, 輝きはあなたの中に)                         | 14 września 2002     |
| 25  | Koi no Hādoru, Ichigo no Koi wa Shōgai Dareke (恋のハードル, いちごの恋は障害だらけ)                       | 21 września 2002     |
| 26  | Toki yo Tomare! Mune ni Afureru Itoshii Kimochi (時よ止まれ! 胸にあふれる愛しい気持ち)                     | 28 września 2002     |
| 27  | Anata ga Suki, Aoyama-kun Shōgeki no Kokuhaku! (あなたが好き, 青山くん衝撃の告白!)                         | 5 października 2002  |
| 28  | Neko Panikku, Himitsu no Kagi wa Otome no Kuchibiru (ネコパニック, 秘密のカギは乙女のくちびる)             | 12 października 2002 |
| 29  | Kindan no Koi? Neko no Kotoba ga Wakaru nya (禁断の恋? ネコの言葉がわかるニャン)                           | 19 października 2002 |
| 30  | Sunao ni Natte, Suishōdama ni Himeta Kataomoi (素直になって, 水晶玉に秘めた片思い)                         | 26 października 2002 |
| 31  | Chichi no Senaka, Ichigo wa Kaketa Ippon Shōbu! (父の背中, いちごをかけた一本勝負!)                        | 2 listopada 2002     |
| 32  | Ojōsama Taiketsu, Okane ja Kaenai Seigi no Mikata (お嬢さま対決, お金じゃ買えない正義の味方)               | 9 listopada 2002     |
| 33  | Konyakusha Arawaru, Purin, Shukumei no Kekkon?! (婚約者現わる 歩鈴, 宿命の結婚?!)                          | 16 listopada 2002    |
| 34  | Ichibantai Setsunakoto, Dareka o Shinjiru Kimochi (一番大切な事, 誰かを信じる気持ち)                       | 23 listopada 2002    |
| 35  | Nakanaide, Hitoribotchi no Chiisana Zakuro (泣かないで, ひとりぼっちの小さなざくろ)                        | 30 listopada 2002    |
| 36  | Shirogane no Kako, Myū Myū Tanjō no Himitsu!! (白金の過去, ミュウミュウ誕生の秘密!!)                       | 7 grudnia 2002       |
| 37  | Kagayaki no Namida, Futarikiri no Kurisumasu! (輝きの涙, 二人きりのクリスマス)                             | 14 grudnia 2002      |
| 38  | Seiya no Kiseki, Himitsu no Kieta Yoru (聖夜の奇跡, 秘密の消えた夜)                                        | 21 grudnia 2002      |
| 39  | Nusumareta Yume, Rabendā no Amai Wana (盗まれた夢ラベンダーの甘い罠)                                       | 28 grudnia 2002      |
| 40  | Futari wa Tomodachi? Purin, Kiki Ippatsu!! (二人は友達?歩鈴, 危機一髪!!)                                   | 4 stycznia 2003      |
| 41  | Shiawase o Hakobu Kaze, Ichizu na Inori (幸せを運ぶ風, 一途な祈り)                                         | 11 stycznia 2003     |
| 42  | Zakuro no majoi, Yonnin ni Natta Myū Myū (ざくろの迷い, 四人になったミュウミュウ)                          | 18 stycznia 2003     |
| 43  | Teki ka Mikata ka? Tatakatte Oneesama!! (敵か味方か?戦ってお姉さま!!)                                      | 25 stycznia 2003     |
| 44  | Mori ni Natta Machi! Ichigo no Egao o Mamoru Mono (森になった街!いちごの笑顔を守るもの)                    | 1 lutego 2003        |
| 45  | Toketa Nazo! Ao no Kishi no Shinjitsu (解けた謎!蒼の騎士の真実)                                            | 8 lutego 2003        |
| 46  | Atarashii Senryoku! Chikyū o Mamoru Nakama (新しい戦力!地球を守る仲間)                                     | 15 lutego 2003       |
| 47  | Ai no Pawā! Aoyama-kun wa Watashi ga Mamoru!! (愛のパワー!青山君は私が守る!!)                              | 22 lutego 2003       |
| 48  | Ijigen no Meiro! Kish no Kake!! (異次元の迷路!キッシュの賭け!!)                                            | 1 marca 2003         |
| 49  | Ao no Mezame, Mō Hitotsu no Sugata! (青の目覚め, もうひとつの姿!)                                          | 8 marca 2003         |
| 50  | Ichigo no Shiren! Atashi wa Myū Myū (いちごの試練!あたしはミュウミュウ)                                    | 15 marca 2003        |
| 51  | Saigo no Tatakai! Anata no Egao o Shinjiru (最後の戦い!あなたの笑顔を信じてる)                             | 22 marca 2003        |
| 52  | Chikyū no Mirai ni, Gohōshi suru nyan! (地球の未来に, ご奉仕するにゃん!)                                   | 29 marca 2003        |